# Estat de Campeche
|  | Aquest article tracta sobre l'estat de Mèxic. Si cerqueu la seva capital, vegeu «Campeche». |

L'estat de Campeche es va escindir de l'estat de Yucatán el 7 d'agost de 1857. Limita amb l'estat de Yucatán al nord-est, Quintana Roo a l'est, Tabasco al sud-oest, Guatemala al sud (el departament de Petén) i a l'oest i nord-oest amb el Golf de Mèxic. Està dividit en 11 municipis.
Ja que era part del territori de Yucatán, va formar part de la República de Yucatán la qual va declarar la independència de Mèxic en dues ocasions, quan la constitució federal va ser abolida i es va imposar un govern centralista limitant l'autonomia dels estats. Poc després de la re-incorporació de Yucatán a la federació, Campeche es va conformar com un estat separat de Yucatán atès les diferències ideològiques entre els corrent polítics de les dues ciutats més importants de la regió: la ciutat de Campeche i Mérida.
L'estat conté nombrosos jaciments petroliers a la costa del Golf, potser, la seva indústria principal. La segona indústria en importància és la indústria del turisme, ja que a Campeche es troben diverses ruïnes precolombines maies, les quals són una destinació turística important del que es coneix com a "Riviera Maya". Avui, el 15% de la població de Campeche parla una llengua indígena, principalment la llengua maia o dialectes d'aquesta.

## Municipis
Els municipis de l'estat de Campeche són: Calakmul, Calkini, Campeche, Candelaria, Carmen, Champotón, Escárcega, Hecelchakan, Hopelchen, Palizada i Tenabo.